# 德基世贸中心
德基世贸中心是中国江苏省南京市河西区的摩天大楼，建筑高度为327米，地上68层。該大樓由總部位於南京的德基集团投資建設。